# Доменіко Фонтана
 Доменіко Фонтана (англ. Domenico Fontana, 28 липня 1543 — 28 червня 1607) — відомий архітектор та інженер доби пізнього Відродження і Ранішнього бароко Риму. Один з перших, хто почав перебудову Риму на засадах регулярного містобудування, реалізував в місті трипроменеву схему головних вулиць, підхоплених пізніше різними будівничими різних країн у Франції, Росії тощо.

## Біографія
Народився в місті Меліда, що на березі озера Лугано. У 1563 р. переїздить до авторитетного культурного центру Риму для опанування архітектури. Неможливість широкої практики без могутнього покровителя привела майстра до кардинала Монтальто. Той став головним замовником молодого архітектора, що побудував патрону палац Монтальто в Римі і облаштував каплицю в церкві Санта Марія Маджоре. Кардиналу Монтальто у 1585 р. вдалося стати папою римським на ім'я Сикст V (понтифікат 1585—1590). Він і призначив Доменіко головним архітектором Риму. Фонтана гідно витримав випробування потужними можливостями, зробивши проекти перебудови Квирінальського та Латеранського палаців, перебудував і укріпив Ватиканську бібліотеку, добудував купол собору Св. Петра.
Як видатний інженер доби, Доменіко Фонтана причетний до встановлення важких і великих обелісків у Римі: на Площі Святого Петра (327 тон вагою), на П'яцца дель Пополо, пьяцца ді Санта Марія Маджоре, Пьяцца ді Сан Джованні ін Латерано. Етапи встановлення обелісків зафіксовані в мемуарах свідків і багатьох гравюрах.
Смерть покровителя у 1590 і вороже оточення конкурентів спонукали до вимушеного від'їзду з Риму. З 1592 він перебуває у Неаполі, ще одному бароковому центрі Італії. Йому належить честь розробки проекту  Королівського палацу і проекту реконструкції порту міста.
Під час побудови каналу від річки Сарно, він з працівниками наштовхнувся на давню фортечну стіну. Це була стіна міста Помпеї. Розкопки цього давньоримського міста почнуться тільки у 18 столітті.
Доменіко Фонтана помер у Неаполі, його поховали в церкві Санта Анна деі Ломбарді. Церква в Неаполі та надгробок в ній збереглися.

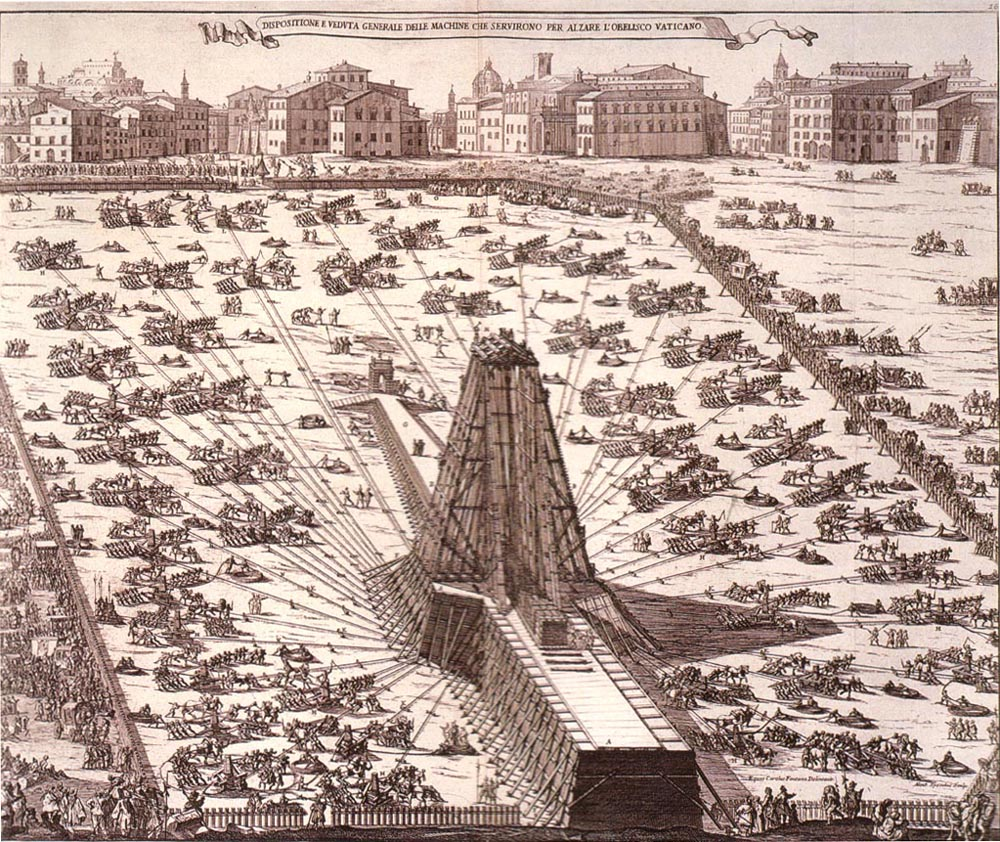
Підйом обеліска на площі Св.Петра у 1586 р.
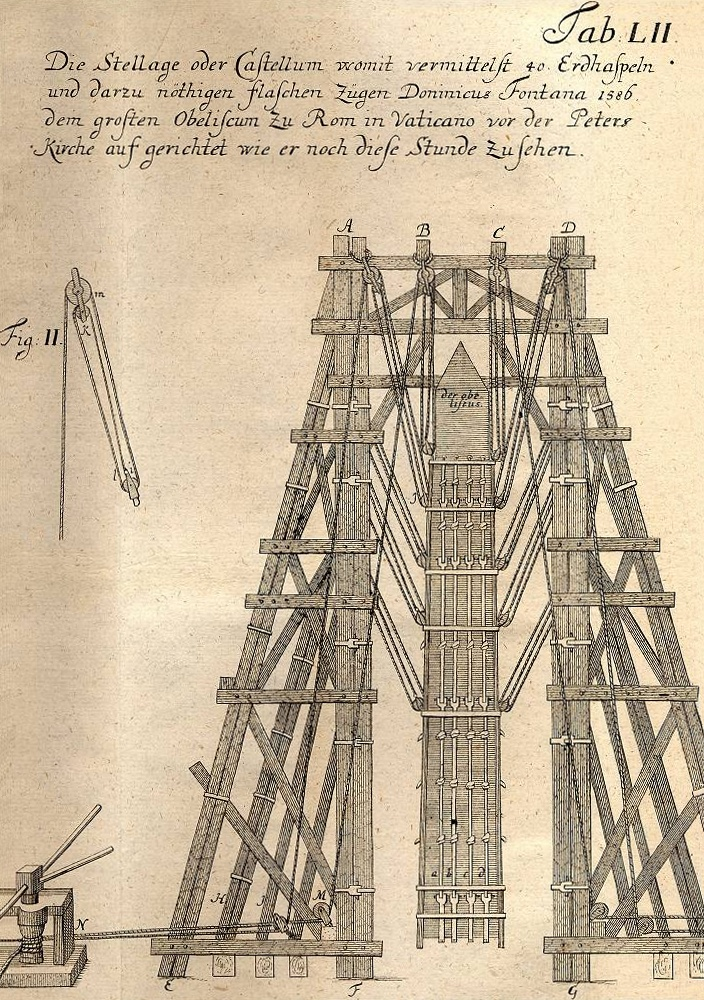
Етап закріплення та підйому обеліска, давня гравюра 17 ст.
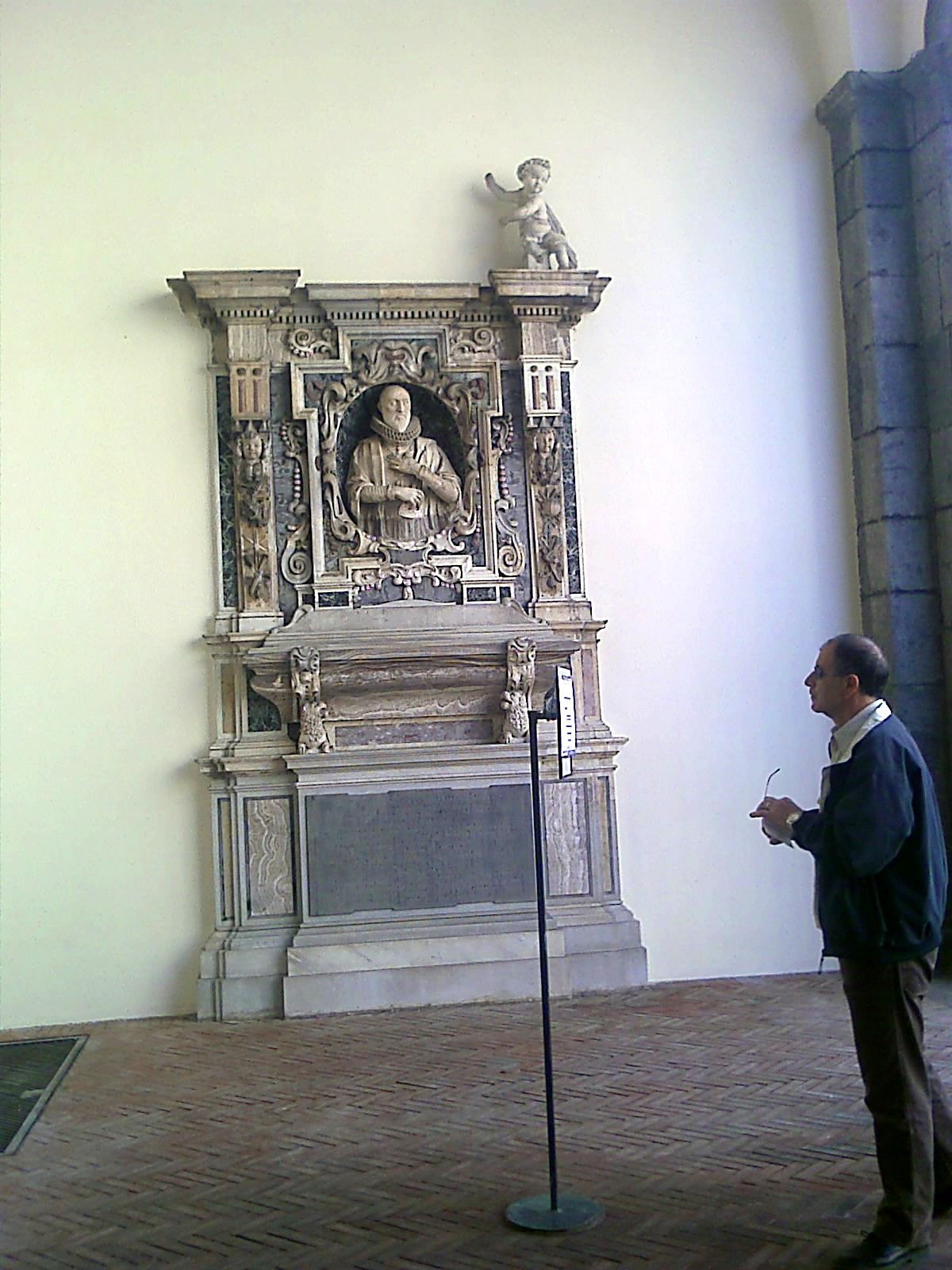
Надгробок Д.Фонтана в Неаполі